# Ivanovska oblast
Ivanovska oblast (rusko Ива́новская о́бласть) je oblast v Rusiji v Osrednjem zveznem okrožju. Na severu meji na Jaroslaveljsko oblast, na vzhodu na Kostromsko oblast, na jugovzhodu in jugu na Niženovgorodsko oblast in na zahodu na Vladimirsko oblast. Ustanovljena je bila 11. marca 1936 po delitvi Ivanovske industrijske oblasti na Ivanovsko in Jaroslaveljsko oblast.